# Вишняускас, Овидиюс

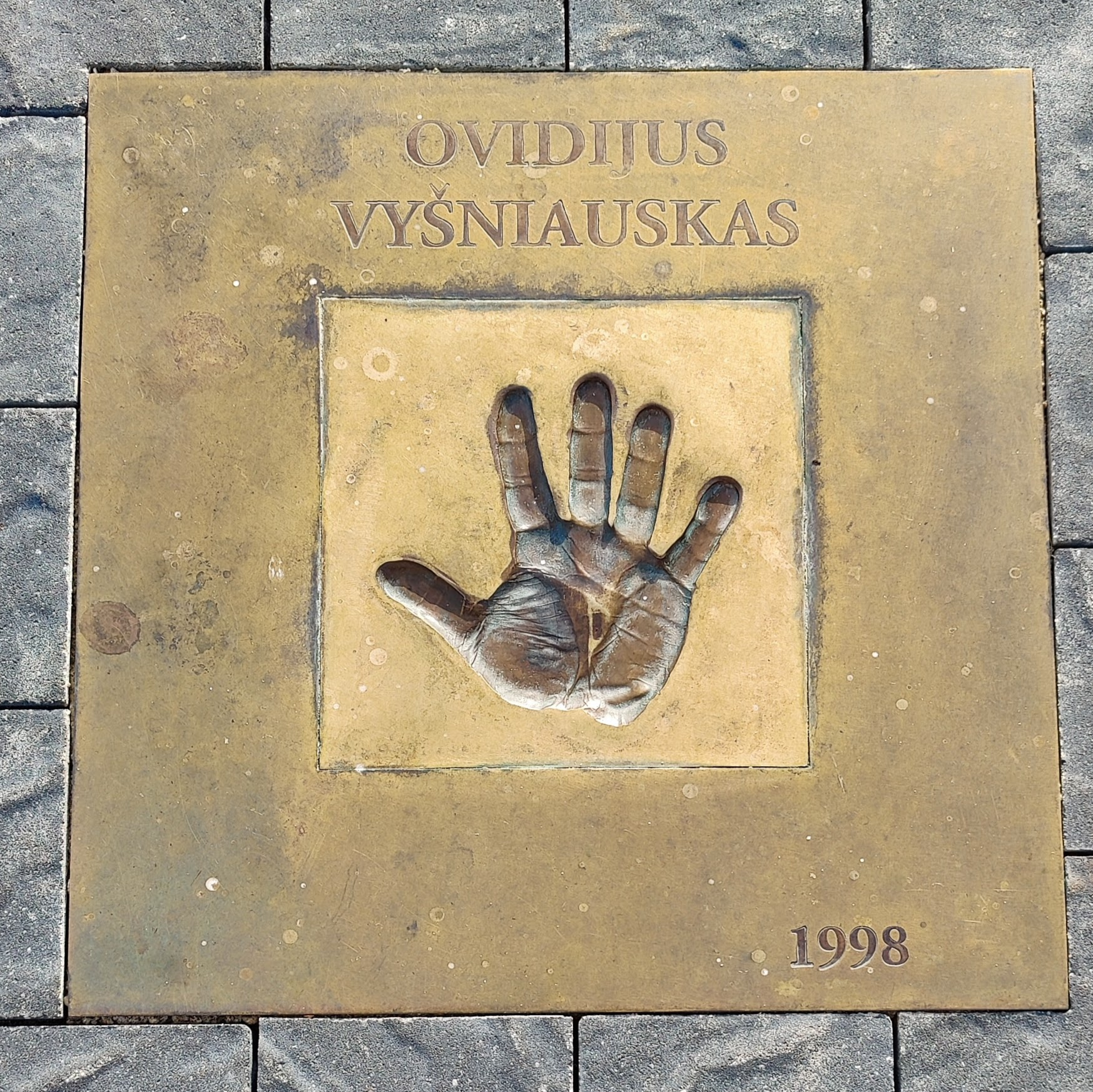
ОТПЕЧАТОК РУКИ

Овидиюс Вишняускас (лит. Ovidijus Vyšniauskas, 19 марта 1957 в Мариямполе) — литовский певец, представитель Литвы на конкурсе песни Евровидение 1994.
В 1994 году представлял свою страну на Евровидении с песней «Lopšinė Mylimai» («Колыбельная любимой»). Его выступление было дебютным от Литвы на этом конкурсе. В итоге исполнитель финишировал последним, не набрав ни одного балла, что является одним из наихудших выступлений от этой страны.
В 2008 и 2010 годах выступал как участник телешоу «Žvaigždžių duetai» (Звёздные дуэты). Также участвовал в постановках мюзиклов «Prisikėlęs» и «Lauktasis».
Женат, имеет троих детей — Вайву, Аушрине и Адомаса.